# Annette Artani
Annette Artani, också känd som Annet Artani (grekiska: Αννέτ Αρτάνι), född 6 september 1976 i New York City, USA, är en amerikansk sångerska och låtskrivare som representerade Cypern i Eurovision Song Contest 2006.

## Biografi
Annette Artani föddes som Annette Denise Stamatelatos till grekiska invandrare i New York. Hon blev en populär andragenerations grekisk-amerikansk sångerska, mest känd i Grekland och Cypern. Hennes familj kommer ursprungligen från byn Karavados på ön Kefalonien i Grekland. Hon fick sitt namn efter sin mormor Anneta, och använder sin farmors namn som artistnamn, Artani.

## Diskografi

### Album
- 2006 – Mia Foni

### Maxi-singlar
- 2005 – "Goodbye Amor"
- 2006 – "Why Angels Cry"
- 2009 – "Alive"
- 2011 – "Mouthful of Me"
- 2012 – "You Asked For it"